# Walter Camp
Walter Chauncey Camp (7 de abril de 1859 – 14 de março de 1925) foi um jogador, treinador e visionário do futebol americano, além de escritor que ficou conhecido como "Father of American Football" ("O Pai do Futebol Americano"). Com John Heisman, Amos Alonzo Stagg, Pop Warner, Fielding H. Yost e George Halas, Camp foi um dos principais personagens da história do futebol americano. Ele jogou futebol americano universitário pela Universidade de Yale de 1876 a 1882. Walter então passou a ser treinador pela Yale de 1888 a 1892 antes de se mudar para a Universidade de Stanford onde ele treinou o time da faculdade em 1892 e de 1894 a 1895. O time de futebol americano de Yale treinado por Campde 1888, 1891 e 1892 foram agraciados com o título de campeão nacional. Camp entrou para o College Football Hall of Fame como treinador em 1951.

## Pai do futebol americano
Na convenção de futebol universitário de 1880 Camp propôs uma modificação na forma de disputa pela bola após o jogador ser tacleado, substituindo o scrum pela linha de scrimmage. Outras alterações creditadas a Camp são o sistema de descidas, snap, sistema de pontos, safety, a forma de alinhamento dos jogadores do time ofensivo, além da diminuição de jogadores em campo de 15 para 11.